# Humfrey Myddelton Gale
Sir Humfrey Myddelton Gale, britanski general, * 1890, † 1971.